# Schwebsange
Schwebsange (Luxemburgs: Schwéidsbeng, Duits: Schwebsingen) is een plaats in de gemeente Schengen en het kanton Remich in Luxemburg.
Schwebsange telt 277 inwoners (2001).